# Russell Davenport
Russell Wheeler Davenport (1899 - 19 avril 1954) est un écrivain et éditeur américain.

## Biographie
Davenport naît à Betlehem, en Pennsylvanie. Ses parents étaient Russell W. Davenport Sr., vice-président de Bethlehem Steel et Cornelia Whipple Farnum.
Il sert dans l’armée américaine pendant la Première Guerre mondiale et reçoit la Croix de guerre. Après la guerre, il s’inscrit à l’université Yale ; il est dans la même classe que Henry Luce et Briton Hadden, le fondateur du Time Magazine, et passe son diplôme en 1929. C’est également à Yale qu’il devient membre de la société secrète Skull and Bones. En 1929, il se marie à l’écrivain Marcia Davenport ; ils divorceront en 1944. Il est engagé à la rédaction du Fortune Magazine.
À 41 ans, il se lance en politique et devient le conseiller politique et personnel de Wendell Willkie. Wendell Willkie est désigné candidat du Parti républicain à l’Élection présidentielle américaine de 1940 mais perd les élections face au président sortant Franklin D. Roosevelt. Après la mort de Willkie en 1944, il devient l’un des leaders des républicains.
Après la Seconde Guerre mondiale, il rejoint la rédaction de Life et du Time jusqu’en 1952. Son livre The Dignity of Man est publié après sa mort, en 1955.